# Університет Південної Австралії
Університет Південної Австралії (англ. University of South Australia (UniSA)) — публічний університет у столиці Південної Австралії Аделаїді. Його утворено 1991 в результаті злиття Південно-Австралійського технологічного інституту та Коледжу передової освіти. Це — найбільший університет у Південній Австралії, де навчаються понад 32000 студентів.

## Університетські містечка

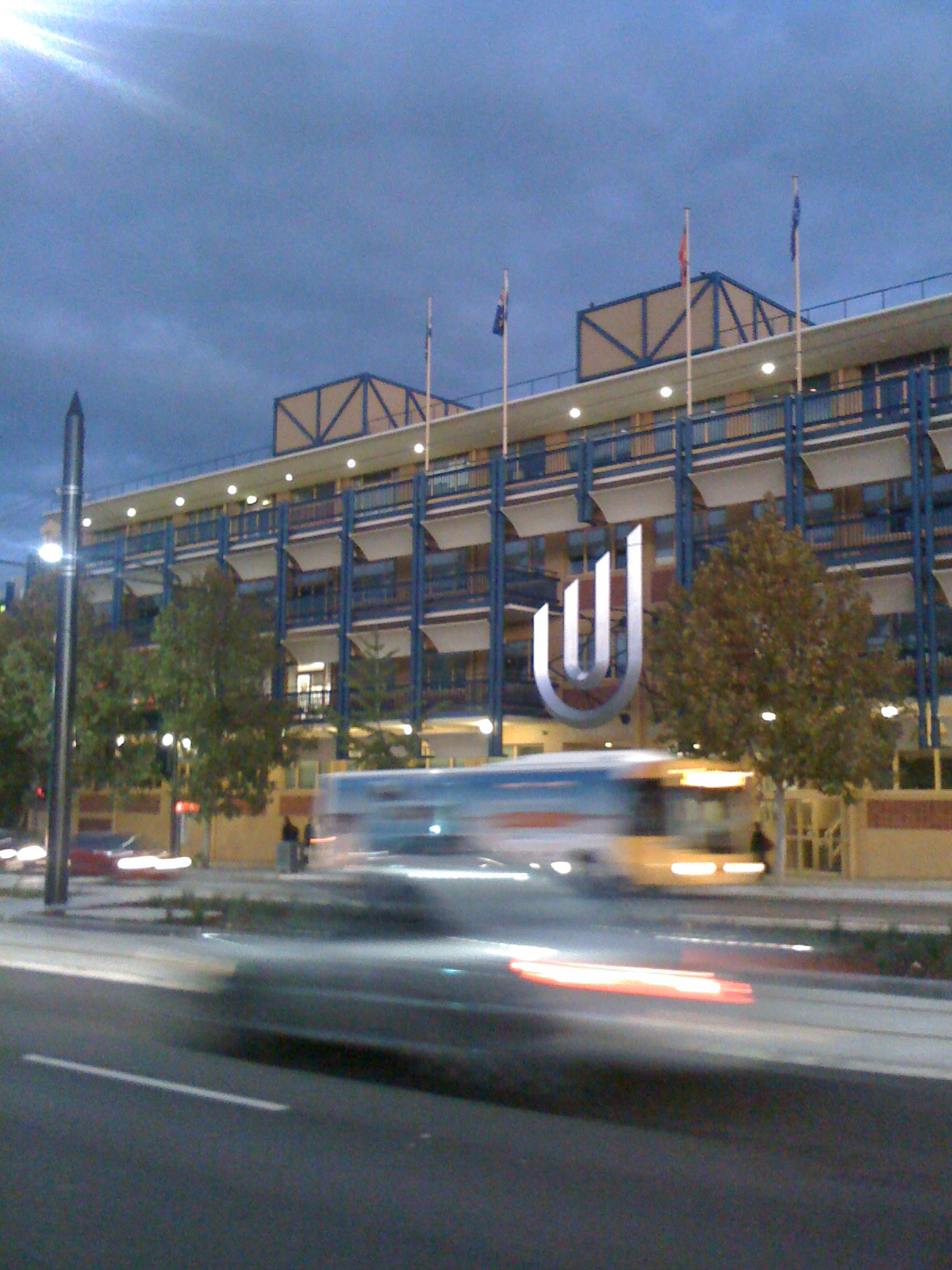
Містечко у Західному Місті

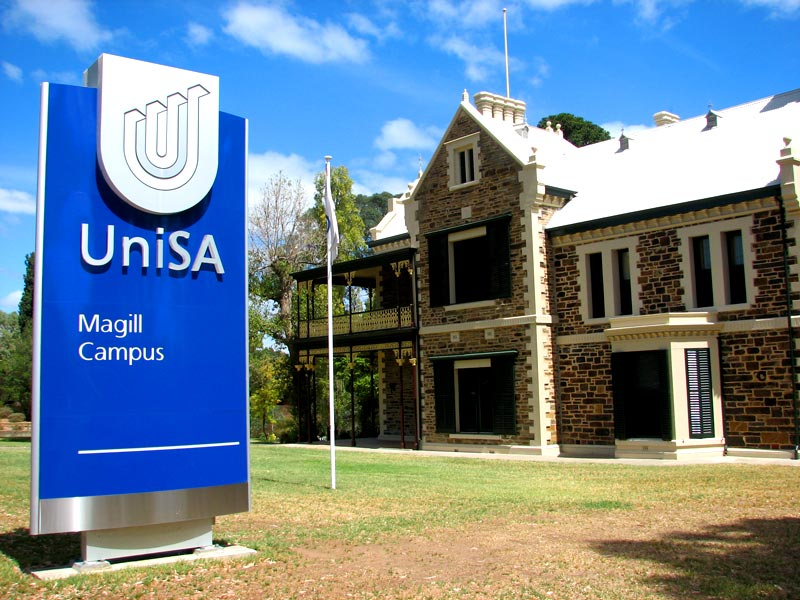
Кампус у Мегілі

Університет має два столичних університетських містечка (кампусів), а також містечко у Мегілі.

## Структура

### Гуманітарний факультет
Нещодавно відбулось злиття декількох шкіл:
- Школа мистецтв, архітектури та дизайну[4]
- Школа зв'язку, міжнародних відносин та мов[5]
- Школа психології та соціальних наук[6]

- (Колишні школи:
  - Школа зв'язку та нових інформаційних технологій[7]
  - Школа педагогіки
  - Школа міжнародних відносин[8]
  - Школа архітектури та дизайну[9]
  - Школа психології[10]
  - Школа соціальних наук[11]
  - Школа мистецтв Південної Австралії[12]
  - Школа Девіда Унейпона[13])

### Факультет медичних наук[14]
- Школа санітарних наук[15]
- Школа акушерства[16]
- Школа фармацевтики[17]

### Факультет бізнесу[18]
- Школа торгівлі[19]
- Школа права[20]
- Школа менеджменту[21]
- Школа маркетингу[22]
- Міжнародна вища школа бізнесу[23]

### Факультет інформаційних технологій та екології[24]
- Школа сучасного виробництва та механіки[25]
- Школа інформатики та інформаційних технологій[26]
  - Сучасний дослідницький обчислювальний центр[27]
  - Комп'ютерна лабораторія[28]
- Школа електроніки та інформатики[29]
- Школа математики та статистики[30]
- Школа природних та штучних середовищ[31]

## Науково-дослідницькі інститути
- Науково-дослідницький інститут Яна Ворка
- Інститут дослідження телекомунікацій
- Головний міністерський центр імені Боба Хоука
- Інститут фармацевтичної та біомедицинської наук[32]
- Інститут маркетингової науки[33]
- Інститут передових систем і технологій

## Відомі випускники

### Мистецтво
- Д. М. Корніш — літератор
- Александра Фелгейт — майстер живопису

### Бізнес і торгівля
- Кемерон Бленкс — директор Тихоокеанської торгової компанії
- Rob Чепмен — банкір

### Журналістика та ЗМІ
- Джорджина Макгінес — телевізійний диктор
- Ребекка Морс — диктор радіо новин, Журналіст року (2005)

### Політика
- Тріш Дрепер — ліберальний член Палати представників
- Лейн Еванс — колишній лідер Ліберальної партії у Південній Австралії, колишній лідер опозиції у парламенті штату
- Кристофер Пін — ліберальний член Палати представників країни
- Дана Вортлі — лейбористський член Сенату
- Нік Чемпіон — лейбористський член Палати представників
- Мішель Ленсінк — ліберальний член парламенту штату
- Том Кеньйон — лейбористський член парламенту штату
- Марк Пернелл — член парламенту штату від партії Австралійські Зелені
- Тріш Вайт — лейбористський член парламенту штату
- Тоні Месснер — колишній федеральний сенатор від Південної Австралії та Міністр у справах ветеранів
- Роберт Лоу Хоі Джо (1942—2010) — член малазійського Парламенту, заступник Міністра транспорту Малайзії